# Svensk uppslagsbok

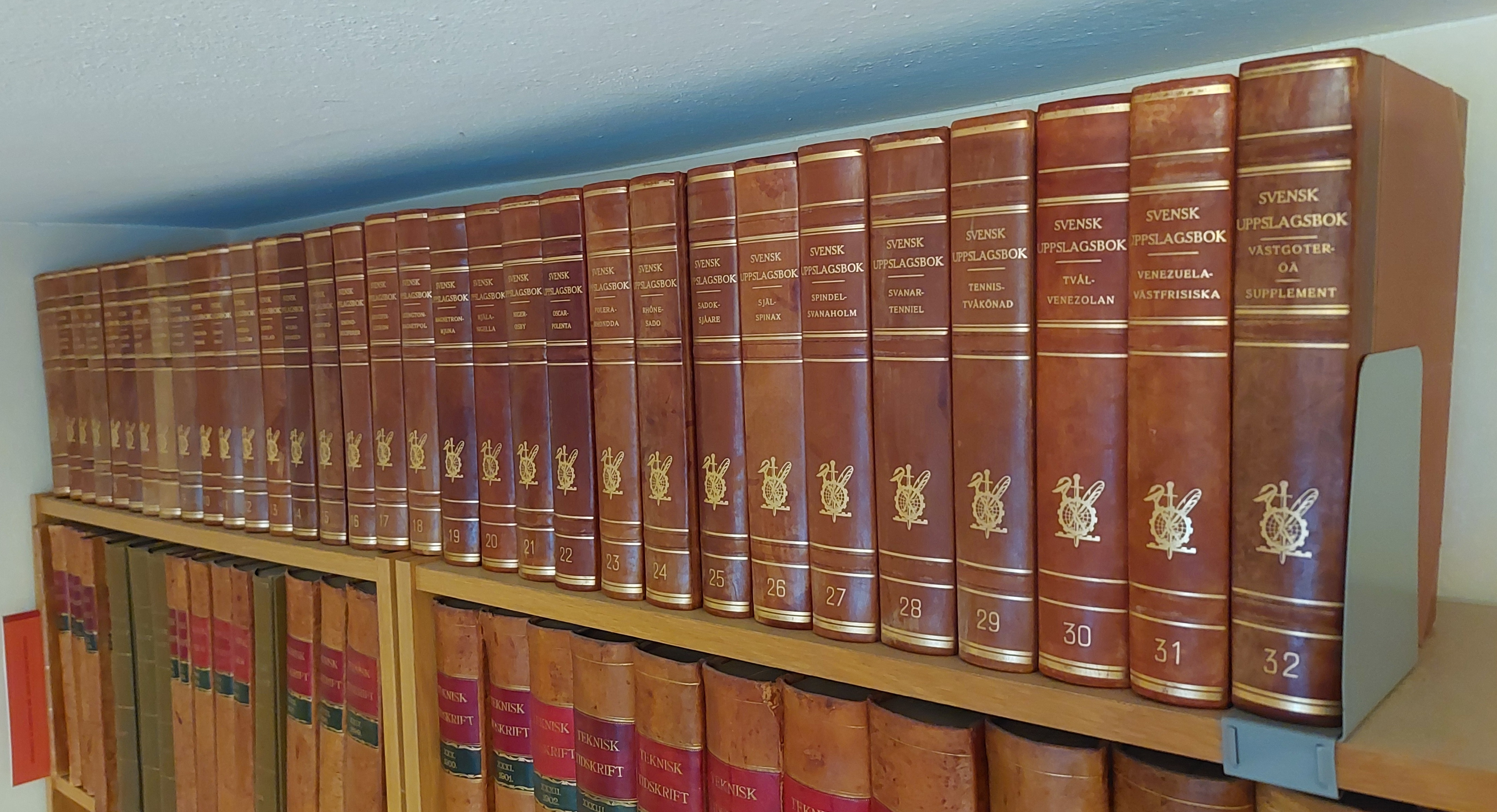
Serie completa de "Svensk uppslagsbok", 2ª ed., 32 volúmenes.

Svensk uppslagsbok es una enciclopedia sueca publicada entre 1929 y 1955, en dos ediciones.

## Primera edición
La primera edición fue iniciada en 1929 por Baltiska förlaget AB, pero sería tomada por la Svensk uppslagsbok AB en 1931. Esta edición consistía en treinta volúmenes y uno de suplemento, y fue completada en 1937. Los artículos del Svensk uppslagsbok fueron escritos y firmados por expertos en cada materia.  El editor había adquirido el derecho de traducir y reelaborar artículos de la séptima edición de la Meyers Konversations-Lexikon, que estaba en publicación, pero también estos artículos fueron firmados por un experto sueco.
En el mercado, competía con la Nordisk familjebok en su tercera edición, condensada (1923-1937) y tenía como propósito ser asequible para una gran clientela.

### Comité de redacción de la primera edición
- profesor Hans Wallengren, Presidente del comité.
- coronel Georg Björnström.
- director del Sparbanken B. Linderoth (del tomo I al VI).
- docente Sture Bolin.
- profesor Helge Nelson (tomo 1).
- profesor Elof Hellquist (del tomo I al XIV).
- bibliotecario Signe Nilsson.
- doctor en ley Ebbe Kock.
- docente/profesor Alf Nyman (tomo I al XIV).
- profesor Edvard Lehmann (tomos IV-VI).
- ingeniero Helge Rydberg (tomo I al XI).
- profesor E.M.P. Widmark.
- amanuense Helmer Svensson (tomo I al IV).
- profesor Ewert Wrangel (tomo II).
- filósofo J. Carlsson (tomo V).
- filósofo y parlamentario Tage Erlander (tomo VII).
- docente A. Werin (tomo XIV).
- profesor Erik Noreen (tomo XV).
- filósofo Ingegerd Henschen-Ingvar, redactor de ilustraciones.
- doctor en filosofía Gunnar Carlquist, editor en jefe.

## Segunda edición
Una segunda edición, completamente revisada, fue publicada entre 1947 y 1955 y consistía en treinta y dos volúmenes. La casa editorial Svensk uppslagsbok AB había cambiado de nombre a Förlagshuset Norden AB en 1945.
Durante el resto de la década de 1950 y hasta principios de la década de 1970, solo se iniciaron proyectos de enciclopedia significativamente más pequeños. La segunda edición de la Svensk uppslagsbok permanecería así como la gran enciclopedia en lengua sueca más reciente hasta la edición de Bra böckers lexikon en 1973-1981 y solo fue realmente alcanzada en tamaño por la Enciclopedia Nacional Sueca en 1989-1996.